# Stuart Erwin
Stuart Erwin (Squaw Valley, 14 de fevereiro de 1903 - Beverly Hills,  21 de dezembro de 1967) foi um ator de teatro, cinema e televisão estadunidense.

## Primeiros anos
Erwin nasceu em Squaw Valley, no Condado de Placer, Califórnia. Ele frequentou a Porterville High School e a Universidade da Califórnia.

## Carreira
Erwin começou a atuar na faculdade na década de 1920, tendo aparecido no palco pela primeira vez. De lá, ele atuou no teatro de ações em Los Angeles.

### Carreira no cinema
Ele começou em filmes em 1928 em Mother Knows Best. Em 1934, ele foi escalado como Joe Palooka no filme Palooka . Em 1932, ele co-estrelou com Bing Crosby na comédia The Big Broadcast, onde interpretou o magnata do petróleo do Texas Leslie McWhinney. Em 1936, ele foi escalado para Pigskin Parade, pelo qual foi indicado ao Oscar de Melhor Ator Coadjuvante. Em 1940, ele interpretou Howie Newsome, o fornecedor de entrega de laticínios, na adaptação cinematográfica Our Town, baseada na peça de Thornton Wilder.
No longametragem Bambi, de Walt Disney, Erwin fez a voz de um esquilo.
Mais tarde, Erwin apareceu nos filmes da Disney Son of Flubber e The Misadventures of Merlin Jones.

### Carreira no rádio
Em 1946, Erwin estrelou Phone Again Finnegan na CBS. Ele interpretou um gerente de apartamento na comédia dramática.
Ele também desempenhou vários papéis no Theatre Guild on the Air, no Lux Radio Theater, no Old Gold Radio Theater e no Cavalcade of America.

### Carreira na televisão
Em 1950, Erwin fez a transição para a televisão, na qual estrelou Trouble with Father,:1109 intitulado The Stu Erwin Show, com sua co-estrela e esposa na vida real, a atriz June Collyer. Em 1963-1964, ele interpretou Otto King no The Greatest Show on Earth.
Convidado Erwin estrelou nas religião série antológica Crossroads, na CBS comédia Anjo, estrelado por Annie Fargue, na NBC 'western s Bonanza, e no ABC ' s A Reed Show Donna, nosso homem Higgins, com Stanley Holloway.
Erwin fez quatro participações especiais em Perry Mason, da CBS, incluindo o papel do assassino Clem P. "Sandy" Sandover no episódio de 1962 "O caso da mente de dupla entrada", e o assassino Everett Stanton no episódio de 1964, "O caso de o escultor escandaloso".
O convidado de Erwin estrelou no The Andy Griffith Show, primeira temporada, episódio 8, representando Tom Silby, que supostamente estava morto, mas voltou à cidade após uma ausência de dois anos.

## Vida pessoal
Erwin se casou com a atriz June Collyer em 22 de julho de 1931, em Yuma, Arizona.

## Morte
Erwin morreu de ataque cardíaco em 21 de dezembro de 1967 em Beverly Hills, Los Angeles, Califórnia, aos 64 anos e foi enterrado na Capela do Crematório de Pinheiros em Los Angeles.

## Reconhecimento
Erwin tem uma estrela no 6270 Hollywood Boulevard, na seção de televisão da Calçada da Fama de Hollywood. Foi dedicado em 8 de fevereiro de 1960.

## Filmografia parcial
- Mother Knows Best (1928) - Ben
- New Year's Eve (1929) - Filho de Landlady
- Speakeasy (1929) - Cy Williams
- Thru Different Eyes (1929) - Reporter
- The Exalted Flapper (1929) - Bimbo Mehaffey
- Dangerous Curves (1929) - Rotarian
- The Sophomore (1929) - Radio Broadcast Technician (uncredited)
- Happy Days (1929) - Jig
- The Cock-Eyed World (1929) - Buckley
- Sweetie (1929) - Axel Bronstrup
- The Trespasser (1929) - Reporter (não-creditado)
- This Thing Called Love (1929) - Fred
- Men Without Women (1930) - Radioman Jenkins
- Young Eagles (1930) - Pudge Higgins
- Paramount on Parade (1930) - Marine (The Montmartre Girl)
- Dangerous Nan McGrew (1930) - Eustace Macy
- Love Among the Millionaires (1930) - Clicker Watson
- Playboy of Paris (1930) - Paul Michel
- Only Saps Work (1930) - Oscar
- Along Came Youth (1930) - Ambrose
- No Limit (1931) - Ole Olson
- Dude Ranch (1931) - Chester Carr
- Up Pops the Devil (1931) - Stranger
- The Magnificent Lie (1931) - Elmer Graham
- Working Girls (1931) - Pat Kelly
- Two Kinds of Women (1932) - Hauser
- Strangers in Love (1932) - Stan Kenney
- Misleading Lady (1932) - Boney
- Make Me a Star (1932) - Merton Gill
- The Big Broadcast (1932) - Leslie McWhinney
- Face in the Sky (1933) - Lucky
- The Crime of the Century (1933) - Dan McKee
- He Learned About Women (1933) - Peter Potter Kendall II
- Under the Tonto Rim (1933) - 'Tonto' Daily
- International House (1933) - Tommy Nash
- Hold Your Man (1933) - Al Simpson
- The Stranger's Return (1933) - Simon Bates
- Before Dawn (1933) - Dwight Wilson
- Day of Reckoning (1933) - Jerry
- Going Hollywood (1933) - Ernest P. Baker
- Palooka (1934) - Joe Palooka
- Viva Villa! (1934) - Jonny Sykes
- Bachelor Bait (1934) - Mr. William Watts
- The Party's Over (1934)
- Chained (1934) - John L. 'Johnnie' Smith
- Have a Heart (1934) - Gus Anderson
- The Band Plays On (1934) - Stuffy Wilson
- After Office Hours (1935) - Hank Parr
- Ceiling Zero (1936) - Texas Clarke
- Exclusive Story (1936) - Timothy Aloysius Higgins
- Absolute Quiet (1936) - 'Chubby' Rudd
- Women Are Trouble (1936) - Matt Casey
- All American Chump (1936) - Elmer Lamb
- Pigskin Parade (1936) - Amos Dodd
- Slim (1937) - Stumpy
- Dance Charlie Dance (1937) - Andrew 'Andy' Tucker
- Small Town Boy (1937) - Henry Armstrong
- Sunday Night at the Trocadero (1937)
- Second Honeymoon (1937) - Leo MacTavish
- I'll Take Romance (1937) - 'Pancho' Brown
- Checkers (1937) - Edgar Connell
- Mr. Boggs Steps Out (1938) - Oliver Boggs
- Three Blind Mice (1938) - Mike Brophy
- Passport Husband (1938) - Henry Cabot
- Back Door to Heaven (1939) - Jud Mason
- It Could Happen to You (1939) - Mackinley Winslow
- Hollywood Cavalcade (1939) - Pete Tinney
- The Honeymoon's Over (1939) - Donald Todd
- Our Town (1940) - Howie Newsome
- When the Daltons Rode (1940) - Ben Dalton
- A Little Bit of Heaven (1940) - Cotton
- Sandy Gets Her Man (1940) - Bill Kerry
- Cracked Nuts (1941) - Lawrence Trent
- The Bride Came C.O.D. (1941) - Tommy Keenan
- The Adventures of Martin Eden (1942) - Joe Dawson
- Drums of the Congo (1942) - Congo Jack
- Blondie for Victory (1942) - Pvt. Herschel Smith
- He Hired the Boss (1943) - Hubert Wilkins
- The Great Mike (1944) - Jay Spencer
- Pillow to Post (1945) - Captain Jack Ross
- Killer Dill (1947) - Johnny 'Killer' Dill
- Heaven Only Knows (1947) - Henry Elkins
- Heading for Heaven (1947) - Henry Elkins
- Doctor Jim (1947) - Dr. James (Jim) Gateson
- Strike It Rich (1948) - Delbart Lane
- Father Is a Bachelor (1950) - Constable Pudge Barnham
- Main Street to Broadway (1953) - Stuart Erwin - First Nighter (não-creditado)
- For the Love of Mike (1960) - Dr. Mills
- Son of Flubber (1963) - Coach Wilson
- The Misadventures of Merlin Jones (1964) - Capitão de Polícia Loomis